# Băgău
Băgău (węg. Magyarbagó) – wieś w Rumunii, w okręgu Alba, w gminie Lopadea Nouă. W 2011 roku liczyła 539 mieszkańców.